# ペドロ・ティシェイラ級河川哨戒艦
ペドロ・ティシェイラ級河川哨戒艦（英語: Pedro Teixeira class river Patrol Ship）は、ブラジル海軍の河川哨戒艦の艦級。
ブラジルのリオデジャネイロ海軍工廠によって2隻が建造され、両艦とも1973年に就役した。ブラジル海軍のアマゾン小艦隊に配備されており、2023年時点で2隻とも運用中である。

## 設計
アマゾン川で使用するために設計された哨戒艦で、必要に応じて海兵隊員80名と武装した揚陸艇（LCVP）2隻を搭載することができる。
武装としてはボフォースL60 40mm機関砲1基と12.7mm重機関銃6基、Mk2 81mm迫撃砲2基があり、搭載機としてはIH-6B（ベル206 ジェットレンジャー）またはUH-12 Esquilo（AS350）1機を格納庫に搭載できる。

## 近代化
2隻とも就役中に近代化改修を受けており、エンジンがMAN V6 V16/18 TL 2基（1,920hp）から、ボルボ D49A-MS 2基（4,788hp）に変更されている。

## 同型艦
| 番号 | 艦名                                | 建造所                   | 就役            |
| ---- | ----------------------------------- | ------------------------ | --------------- |
| P20  | ペドロ・ティシェイラ Pedro Teixeira | リオデジャネイロ海軍工廠 | 1973年 12月17日 |
| P21  | ラポソ・タバレス Raposo Tavares     | リオデジャネイロ海軍工廠 | 1973年 12月17日 |